# 무사시미조노쿠치역
무사시미조노쿠치역(일본어: 武蔵溝ノ口駅, むさしみぞのくちえき)은 일본 가나가와현 가와사키시 다카쓰구에 있는 동일본 여객철도(JR 동일본)의 철도역이다.
당역에 인접해 도쿄 급행 전철의 미조노쿠치 역이 있는 환승역이 되고 있으며, 열차 진입방송은 영어가 추가되었다.

## 역 구조
- 단식 승강장 1면 1선(1번선)과 섬식 승장장 1면 2선(2, 3번선)의 계 2면 3선의 지상역. 교상 역사를 가진다.
- 3번선에 인접해 유치선이 2계 있다.

### 타는 곳
| 1 | ■ 난부 선 | 무사시코스기, 가와사키 방면         |
| 2 | ■ 난부 선 | 노보리토, 후추혼마치, 다치카와 방면 |
| 3 | ■ 난부 선 | 무사시코스기, 가와사키 방면 (시발)  |
| 3 | ■ 난부 선 | 노보리토 방면 (시발)                |

## 이용 상황
2008년도의 1일 평균 승차 인원은 73,315명이었다. 난부 선의 역에서는 제4위.

## 역사
- 1927년 3월 9일 - 난부 철도 가와사키역 - 다치카와역 간의 개통시에 미조노쿠치역으로서 개업.
- 1944년 4월 1일 - 난부 철도의 국유화에 의해 일본국유철도 난부 선의 역이 된다.
- 1976년 3월 1일 - 화물 취급을 폐지.
- 1987년 4월 1일 - 국철 분할 민영화에 의해 동일본 여객철도 난부 선의 역이 된다.

## 인접한 역
| 동일본 여객철도 난부 선        | 동일본 여객철도 난부 선 | 동일본 여객철도 난부 선      |
| ------------------------------ | ----------------------- | ---------------------------- |
| JN 09 무사시신조 가와사키 방면 | 난부 선 난부 선         | JN 11 쓰다야마 다치카와 방면 |